# Fernando Amorebieta
Fernando Gabriel Amorebieta Mardaras (Cantaura, 29 marzo 1985) è un allenatore di calcio, dirigente sportivo ed ex calciatore venezuelano con cittadinanza spagnola, di ruolo difensore, tecnico in seconda dell'Arenas CD.

## Caratteristiche tecniche
Agisce prevalentemente da difensore centrale, pur essendo in grado di districarsi anche lungo la fascia sinistra. In possesso di carisma e doti da leader - che gli consentono di guidare con autorevolezza il reparto arretrato - è inoltre in grado di impostare l'azione dalle retrovie. Tra le sue doti spiccano - oltre allo stacco aereo - senso della posizione, visione di gioco e un'eccessiva irruenza (in otto stagioni all'Athletic Bilbao ha ricevuto 11 cartellini rossi) che lo porta a commettere falli evitabili.

## Carriera

### Club
Pur essendo nato in Venezuela, viene tesserato dall'Athletic Bilbao - la loro politica societaria permette il tesseramento esclusivamente di giocatori baschi o di origini basche - grazie al padre, originario di Bilbao.
Libero di accasarsi altrove, il 15 aprile 2013 il Fulham ne annuncia l'ingaggio a partire dal 1º luglio successivo. L'ingaggio - valido per quattro stagioni - viene ufficializzato il 22 maggio successivo. Esordisce in Premier League il 14 settembre 2013 in Fulham-West Bromwich (1-1), subentrando al 67' al posto di Kieran Richardson.
La stagione successiva non riesce a trovare spazio, a causa di un problema al ginocchio che lo tiene fermo diversi mesi. Il 25 marzo 2015 passa in prestito al Middlesbrough. Il 28 agosto le due società si accordano per l'estensione del prestito.
Complice l'embargo sul FFP, il 1º febbraio 2016 il Fulham - impossibilitato a tesserare giocatori - lo richiama in anticipo dal prestito. Il 22 luglio 2016 torna in Spagna legandosi per tre stagioni allo Sporting Gijón. Il 18 luglio 2017 firma un biennale con gli argentini dell'Independiente. Nel gennaio 2019 si accorda con il club paraguaiano del Cerro Porteño.

### Nazionale
A livello giovanile ha rappresentato la Spagna Under-19 nel 2004, partecipando agli Europei Under-19 2004 disputati in Svizzera, competizione poi vinta dalle Furie Rosse.
Ha inoltre disputato un incontro con la selezione dei Paesi Baschi, rappresentativa formata da soli giocatori baschi.
Esordisce con la selezione venezuelana il 2 settembre 2011 in Venezuela-Argentina (0-1). L'11 ottobre una sua rete risulta decisiva nella vittoria del Venezuela ai danni dell'albiceleste in un incontro valido per l'accesso alla fase finale dei Mondiali 2014.
Viene incluso dal CT Noel Sanvicente nella lista dei convocati che prendono parte alla Copa América 2015 in Cile. Il 25 novembre 2015 - complici i dissidi con la federazione venezuelana - annuncia il proprio ritiro dalla nazionale.

## Statistiche

### Presenze e reti nei club
Statistiche aggiornate al 14 dicembre 2017.
| Stagione               | Squadra                | Campionato             | Campionato | Campionato | Coppe nazionali | Coppe nazionali | Coppe nazionali | Coppe continentali | Coppe continentali | Coppe continentali | Altre coppe | Altre coppe | Altre coppe | Totale | Totale |
| Stagione               | Squadra                | Comp                   | Pres       | Reti       | Comp            | Pres            | Reti            | Comp               | Pres               | Reti               | Comp        | Pres        | Reti        | Pres   | Reti   |
| ---------------------- | ---------------------- | ---------------------- | ---------- | ---------- | --------------- | --------------- | --------------- | ------------------ | ------------------ | ------------------ | ----------- | ----------- | ----------- | ------ | ------ |
| 2003-2004              | Baskonia               | TD                     | 26         | 1          | -               | -               | -               | -                  | -                  | -                  | -           | -           | -           | 26     | 1      |
| 2004-2005              | Bilbao Athletic        | SDB                    | 24         | 1          | -               | -               | -               | -                  | -                  | -                  | -           | -           | -           | 24     | 1      |
| 2005-2006              | Bilbao Athletic        | SDB                    | 11         | 0          | -               | -               | -               | -                  | -                  | -                  | -           | -           | -           | 11     | 0      |
| Totale Bilbao Athletic | Totale Bilbao Athletic | Totale Bilbao Athletic | 35         | 1          |                 | -               | -               |                    | -                  | -                  |             | -           | -           | 35     | 1      |
| 2005-2006              | Athletic Bilbao        | PD                     | 15         | 0          | CR              | 2               | 0               | Int                | 2                  | 0                  | -           | -           | -           | 19     | 0      |
| 2006-2007              | Athletic Bilbao        | PD                     | 27         | 0          | CR              | 1               | 0               | -                  | -                  | -                  | -           | -           | -           | 28     | 0      |
| 2007-2008              | Athletic Bilbao        | PD                     | 34         | 0          | CR              | 6               | 1               | -                  | -                  | -                  | -           | -           | -           | 40     | 1      |
| 2008-2009              | Athletic Bilbao        | PD                     | 29         | 0          | CR              | 7               | 0               | -                  | -                  | -                  | -           | -           | -           | 36     | 0      |
| 2009-2010              | Athletic Bilbao        | PD                     | 34         | 0          | CR              | 2               | 0               | UEL                | 11                 | 0                  | SS          | 0           | 0           | 47     | 0      |
| 2010-2011              | Athletic Bilbao        | PD                     | 17         | 0          | CR              | 2               | 0               | -                  | -                  | -                  | -           | -           | -           | 19     | 0      |
| 2011-2012              | Athletic Bilbao        | PD                     | 28         | 3          | CR              | 8               | 0               | UEL                | 14                 | 0                  | SS          | 0           | 0           | 50     | 3      |
| 2012-2013              | Athletic Bilbao        | PD                     | 11         | 0          | CR              | 2               | 0               | UEL                | 4                  | 0                  | -           | -           | -           | 17     | 0      |
| Totale Athletic Bilbao | Totale Athletic Bilbao | Totale Athletic Bilbao | 195        | 3          |                 | 30              | 1               |                    | 31                 | 0                  |             | 0           | 0           | 256    | 4      |
| 2013-2014              | Fulham                 | PL                     | 23         | 1          | FACup+CdL       | 2+1             | 0               | -                  | -                  | -                  | -           | -           | -           | 26     | 1      |
| 2014-mar. 2015         | Fulham                 | FLC                    | 7          | 1          | FACup+CdL       | 0+1             | 0               | -                  | -                  | -                  | -           | -           | -           | 8      | 1      |
| mar.-giu. 2015         | Middlesbrough          | FLC                    | 4+1        | 0+1        | FACup+CdL       | -               | -               | -                  | -                  | -                  | -           | -           | -           | 5      | 1      |
| 2015-gen. 2016         | Middlesbrough          | FLC                    | 13         | 0          | FACup+CdL       | 1+2             | 0               | -                  | -                  | -                  | -           | -           | -           | 16     | 0      |
| Totale Middlesbrough   | Totale Middlesbrough   | Totale Middlesbrough   | 17+1       | 0+1        |                 | 3               | 0               |                    | -                  | -                  |             | -           | -           | 21     | 1      |
| gen.-giu. 2016         | Fulham                 | FLC                    | 14         | 0          | FACup+CdL       | -               | -               | -                  | -                  | -                  | -           | -           | -           | 14     | 0      |
| Totale Fulham          | Totale Fulham          | Totale Fulham          | 44         | 2          |                 | 3               | 0               |                    | -                  | -                  |             | -           | -           | 47     | 2      |
| 2016-2017              | Sporting Gijón         | PD                     | 27         | 0          | CR              | 0               | 0               | -                  | -                  | -                  | -           | -           | -           | 27     | 0      |
| 2017-2018              | Independiente          | PD                     | 11         | 0          | CA              | 0               | 0               | CS+CS              | 6+3                | 0                  | RS          | 2           | 0           | 22     | 0      |
| 2019                   | Cerro Porteño          | DP                     | 8          | 0          | -               | -               | -               | CL                 | 7                  | 0                  | -           | -           | -           | 15     | 0      |
| 2020                   | Cerro Porteño          | DP                     | 3          | 0          | -               | -               | -               | CL                 | 3                  | 0                  | -           | -           | -           | 6      | 0      |
| Totale Cerro Porteno   | Totale Cerro Porteno   | Totale Cerro Porteno   | 11         | 0          |                 | -               | -               |                    | 10                 | 0                  |             | -           | -           | 21     | 0      |
| Totale carriera        | Totale carriera        | Totale carriera        | 367        | 8          |                 | 36              | 1               |                    | 50                 | 0                  |             | 2           | 0           | 455    | 9      |

### Cronologia presenze e reti in nazionale
| Cronologia completa delle presenze e delle reti in nazionale ― Venezuela | Cronologia completa delle presenze e delle reti in nazionale ― Venezuela | Cronologia completa delle presenze e delle reti in nazionale ― Venezuela | Cronologia completa delle presenze e delle reti in nazionale ― Venezuela | Cronologia completa delle presenze e delle reti in nazionale ― Venezuela | Cronologia completa delle presenze e delle reti in nazionale ― Venezuela | Cronologia completa delle presenze e delle reti in nazionale ― Venezuela | Cronologia completa delle presenze e delle reti in nazionale ― Venezuela |
| Data                                                                     | Città                                                                    | In casa                                                                  | Risultato                                                                | Ospiti                                                                   | Competizione                                                             | Reti                                                                     | Note                                                                     |
| ------------------------------------------------------------------------ | ------------------------------------------------------------------------ | ------------------------------------------------------------------------ | ------------------------------------------------------------------------ | ------------------------------------------------------------------------ | ------------------------------------------------------------------------ | ------------------------------------------------------------------------ | ------------------------------------------------------------------------ |
| 2-9-2011                                                                 | Calcutta                                                                 | Venezuela                                                                | 0 – 1                                                                    | Argentina                                                                | Amichevole                                                               | -                                                                        | 87’                                                                      |
| 11-10-2011                                                               | Puerto La Cruz                                                           | Venezuela                                                                | 1 – 0                                                                    | Argentina                                                                | Qual. Mondiali 2014                                                      | 1                                                                        |                                                                          |
| 11-11-2011                                                               | Barranquilla                                                             | Colombia                                                                 | 1 – 1                                                                    | Venezuela                                                                | Qual. Mondiali 2014                                                      | -                                                                        |                                                                          |
| 15-11-2011                                                               | San Cristóbal                                                            | Venezuela                                                                | 1 – 0                                                                    | Bolivia                                                                  | Qual. Mondiali 2014                                                      | -                                                                        |                                                                          |
| 29-2-2012                                                                | Malaga                                                                   | Spagna                                                                   | 5 – 0                                                                    | Venezuela                                                                | Amichevole                                                               | -                                                                        | 65’                                                                      |
| 2-6-2012                                                                 | Montevideo                                                               | Uruguay                                                                  | 1 – 1                                                                    | Venezuela                                                                | Qual. Mondiali 2014                                                      | -                                                                        | 50’                                                                      |
| 16-10-2012                                                               | Puerto La Cruz                                                           | Venezuela                                                                | 1 – 1                                                                    | Ecuador                                                                  | Qual. Mondiali 2014                                                      | -                                                                        |                                                                          |
| 14-11-2012                                                               | Miami                                                                    | Venezuela                                                                | 1 – 3                                                                    | Nigeria                                                                  | Amichevole                                                               | -                                                                        | 34’                                                                      |
| 10-9-2013                                                                | Puerto La Cruz                                                           | Venezuela                                                                | 3 – 2                                                                    | Perù                                                                     | Qual. Mondiali 2014                                                      | -                                                                        |                                                                          |
| 11-10-2013                                                               | San Cristóbal                                                            | Venezuela                                                                | 1 – 1                                                                    | Paraguay                                                                 | Qual. Mondiali 2014                                                      | -                                                                        |                                                                          |
| 27-3-2015                                                                | Kingston                                                                 | Giamaica                                                                 | 2 – 1                                                                    | Venezuela                                                                | Amichevole                                                               | -                                                                        |                                                                          |
| 31-3-2015                                                                | Fort Lauderdale                                                          | Perù                                                                     | 0 – 1                                                                    | Venezuela                                                                | Amichevole                                                               | -                                                                        | 9’                                                                       |
| 14-6-2015                                                                | Rancagua                                                                 | Colombia                                                                 | 0 – 1                                                                    | Venezuela                                                                | Coppa America 2015 - 1º turno                                            | -                                                                        | 24’                                                                      |
| 18-6-2015                                                                | Valparaíso                                                               | Perù                                                                     | 1 – 0                                                                    | Venezuela                                                                | Coppa America 2015 - 1º turno                                            | -                                                                        | 29’                                                                      |
| 13-10-2015                                                               | Fortaleza                                                                | Brasile                                                                  | 3 – 1                                                                    | Venezuela                                                                | Qual. Mondiali 2018                                                      | -                                                                        |                                                                          |
| Totale                                                                   |                                                                          | Presenze                                                                 | 15                                                                       |                                                                          | Reti                                                                     | 1                                                                        |                                                                          |

## Palmarès

### Club

#### Competizioni internazionali
- Coppa Sudamericana: 1

Independiente: 2017
- Coppa Suruga Bank: 1

Independiente: 2018

### Nazionale
- Campionato d'Europa Under-19: 1

Svizzera 2004